# Échelle Landolt

Anneaux de Landolt

L'échelle d'acuité visuelle de Landolt, utilisée pour vérifier l'acuité visuelle, consiste en une série d'optotypes tous identiques (cercles brisés, appelés anneaux de Landolt) mais dont l'orientation varie. Elle a été mise au point en 1888 par Edmond Landolt (1846-1926), ophtalmologue suisse. C'est un test de vue utile en particulier pour les enfants et les analphabètes. 

## Description
La hauteur de l'anneau correspond à cinq fois l'épaisseur de l'anneau. La largeur de la brisure est équivalente à l'épaisseur de l'anneau. La progression de l'échelle est en principe logarithmique.
L'orientation varie selon huit directions différentes : haut-bas, gauche-droite, obliques supérieur droite et gauche, obliques inférieur droite et gauche.

## Utilisation
Du fait que cette échelle n'est pas fondée sur les caractères alphabétiques, contrairement à l'échelle Monoyer, elle peut être utilisée avec des personnes analphabètes. Typiquement, l'examen se réalise à 5 m de distance.
Dans la pratique, il s'agit de la plus précise des mesures de l'acuité visuelle puisqu'elle supprime les effets de mémorisation et d'interprétation, contrairement aux lettres et chiffres. De plus, elle offre huit possibilités de réponse (contre quatre pour le E de l'échelle d'Armaignac) et a une « densité » très homogène (difficile de deviner une zone plus claire ou plus foncée permettant de deviner l'orientation de l'ouverture).